# Gelindo Bordin
Pour les articles homonymes, voir Bordin.
Gelindo Bordin (né le 2 avril 1959 à Longare) est un athlète italien, spécialiste du marathon. Il est le premier athlète Italien à avoir remporté un marathon olympique, à Séoul en 1988.

## Hommage
Le 7 mai 2015, en présence du président du Comité national olympique italien (CONI), Giovanni Malagò, a été inauguré  le Walk of Fame du sport italien dans le parc olympique du Foro Italico de Rome, le long de Viale delle Olimpiadi. 100 tuiles rapportent chronologiquement les noms des athlètes les plus représentatifs de l'histoire du sport italien. Sur chaque tuile figure le nom du sportif, le sport dans lequel il s'est distingué et le symbole du CONI. L'une de ces tuiles lui est dédiée .

## Palmarès
- Jeux olympiques d'été
  -  Médaille d'or aux Jeux olympiques 1988 à Séoul
- Championnats du monde d'athlétisme
  -  Médaille de bronze aux Championnats du monde d'athlétisme 1987 de Rome
  - finaliste (8ème) aux Championnats du monde de Tokyo 1991
- Championnats d'Europe d'athlétisme
  -  Médaille d'or aux Championnats d'Europe d'athlétisme 1990 à Split
  -  Médaille d'or aux Championnats d'Europe d'athlétisme 1986 à Stuttgart
- Autres
  - Marathon de Boston 1990
  - Championnats d'Italie 1990